# Caligny
Caligny – miejscowość i gmina we Francji, w regionie Normandia, w departamencie Orne.
Według danych na rok 1990 gminę zamieszkiwały 832 osoby, a gęstość zaludnienia wynosiła 56 osób/km² (wśród 1815 gmin Dolnej Normandii Caligny plasuje się na 274. miejscu pod względem liczby ludności, natomiast pod względem powierzchni na miejscu 245.).